# نبيب كلوي قريب
النبيب الكلوي القريب ويتكون من الانيبيبة المستقيمة القريبة والنبيب المُلفّف الداني أو الانبوبة الملتوية القريبة (بالإنجليزية: Proximal convoluted tubule)‏ وهو جزء من قسم من الجهاز النبيبي في الوحدة الأنبوبية الكلوية في الكلية، حيث يوصل ما بين محفظة بومان والتواء هنلي

## مبنى
السمة الأكثر تميّزًَا في النُبين الملفف الداني هي وجود الحافة الفرشاتية الخاصة به (حافة مُخطّطة).

## وظيفة

### إمتصاص
ينظم النبيب الداني درجة حموضة الرُشاحة عن طريق تبادل أيونات الهيدروجين في النسيج الخلالي مع أيونات البيكربونات في الرشاحة.

### إفراز
تفرز العديد من الأدوية في النبيب الداني. يتكوّن معظم الأمونيوم الذي يتم إفرازه في البول في النبيب الداني عن طريق تفكيك الجلوتامين لألفا كيتو-غلوتارات.

## معرض صور

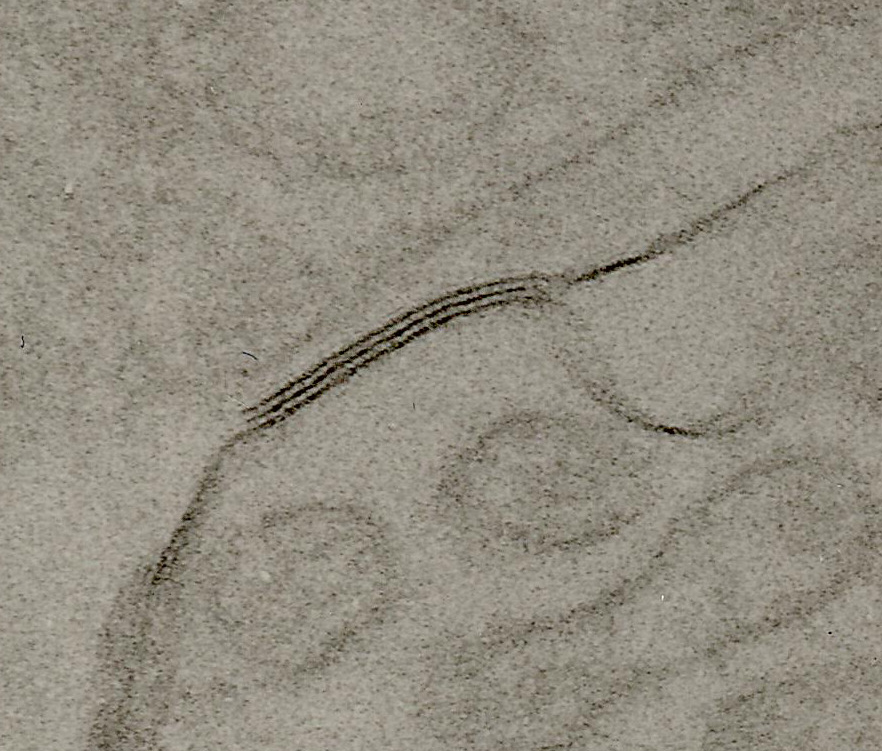
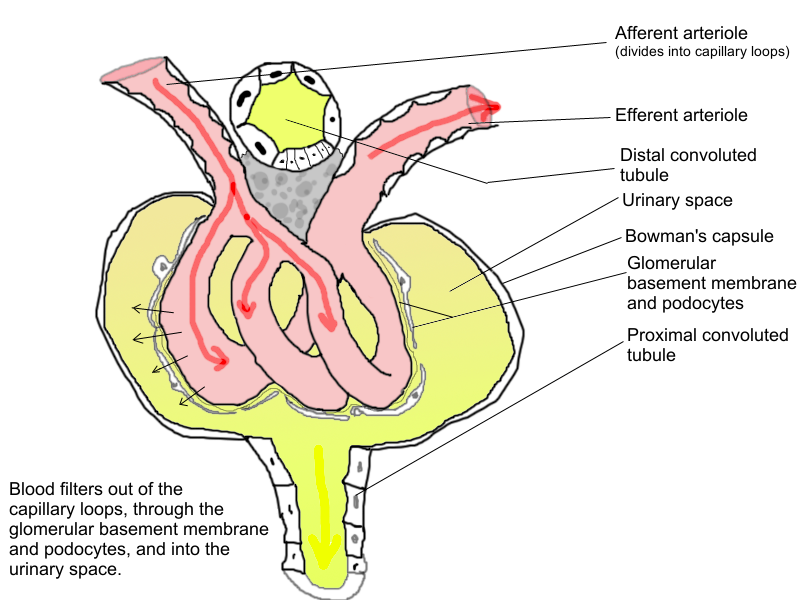
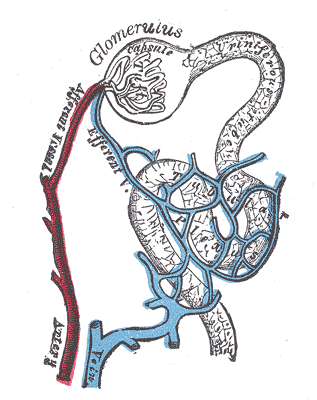